# دره آب (اندیس شماره ۲)
دره آب (اندیس شماره ۲) یک اندیس فلزی است که در حوالی شهر الیگودرز استان لرستان قرار دارد و مادهٔ معدنی موجود در آن، سرب و روی است.  در این اندیس، پاراژنز‌های گالن یافت می‌شوند.